# Khatib
Khatib, en plural khutabà (àrab: خطيب, ẖaṭīb, pl. خطباء, ẖuṭabāʾ, literalment ‘predicador’) és el nom donat, en l'islam, a l'encarregat de fer la khutba o sermó de la pregària del divendres, normalment l'imam de la mesquita.
En l'època preislàmica el mateix terme servia per referir-se al portant-veu de la tribu. Els khutabà (o khatibs) són esmentats sovint al costat del xàïr o poeta de la tribu. La diferència entre ambdós personatges rauria en el fet que el segon s'expressa en vers, mentre que el khatib ho fa en prosa o, com a molt, en prosa rimada o saj. El khatib, juntament amb el kàhin i el sàyyid, era un dels personatges més notables de la tribu.
Khatib o al-Khatib és també un prenom islàmic.